# Harry Ricardo
Sir Harry Ralph Ricardo (26 de enero de 1885 - 18 de mayo de 1974) fue un ingeniero mecánico británico, uno de los diseñadores e investigadores más destacados en los primeros años del desarrollo del motor de combustión interna.
Entre sus muchos trabajos, mejoró los motores que se utilizaron en los primeros carros de combate, supervisó la investigación sobre la física de la combustión interna que condujo al uso del número de octano, contribuyó al desarrollo del diseño del motor de válvula de camisa e hizo económicamente factibles los motores diésel de alta velocidad.

## Primeros años
Harry Ricardo nació en el número de 13 Bedford Square, Londres en 1885. Era el mayor y el único varón de los tres hijos de Halsey Ricardo, arquitecto, y de su esposa Catherine Jane, hija de Sir Alexander Meadows Rendel, ingeniero civil. Ricardo descendía de un hermano del famoso economista político David Ricardo, un sefardí de origen portugués.
Fue una de las primeras personas en Inglaterra en ver un automóvil, cuando su abuelo compró uno en 1898. Era de una familia relativamente rica, y se educó en la Rugby School. En octubre de 1903 ingresó en el Trinity College (Cambridge) como estudiante de ingeniería civil. Ricardo había estado utilizando herramientas y construyendo motores desde la edad de diez años.

## Matrimonio
En 1911, Ricardo se casó con Beatrice Bertha Hale, estudiante de arte en el Slade School of Fine Art, en Londres. Su padre, Charles Bowdich Hale, era el médico de cabecera de los Ricardo. Tuvieron tres hijas y vivieron la mayor parte de su vida matrimonial en Lancing y Edburton en Sussex Occidental.

## Motores de automóvil
En 1904, al final de su primer año en Cambridge, decidió participar en el concurso del "University Automobile Club", que consistía en diseñar una máquina que pudiera viajar lo más lejos posible con 1.14 litros de gasolina. Su motor tenía un solo cilindro, y era el más pesado de los inscritos, pero el diseño de su motocicleta ganó la competición, habiendo cubierto una distancia de 40 millas (64,4 km). Se le ofreció colaborar con el profesor de mecanismos y mecánica aplicada, Bertram Hopkinson, trabajando en la investigación del rendimiento del motor. Se graduó con una licenciatura en 1906 y pasó un año más investigando en Cambridge.
Percy Kidner, entonces codirector de Vauxhall, recordaba que Ricardo había participado en el diseño del motor Vauxhall concebido por Laurence Pomeroy para el ensayo RAC de 2000 millas (3219 km) en 1908.
Antes de graduarse, Ricardo había diseñado un motor de motocicleta de dos tiempos para estudiar el efecto de la composición de la mezcla en el proceso de combustión. Cuando se graduó, la pequeña empresa de Lloyd y Plaister manifestó su interés en fabricar el motor. Ricardo produjo diseños para dos tamaños, y del más pequeño vendió unas 50 unidades hasta 1914, cuando la guerra detuvo la producción.
En 1909, diseñó un motor de 3.3 litros de dos tiempos para su primo Ralph Ricardo, quien había establecido una compañía de fabricación de automóviles pequeños, "Two Stroke Engine Company", en Shoreham-by-Sea. El motor se iba a utilizar en el coche denominado Dolphin. Estos coches estaban bien construidos, pero se hizo evidente que su coste era mayor que su precio de venta. A la compañía le fue mejor fabricando motores de dos tiempos para barcos pesqueros. En 1911, la empresa colapsó y Ralph partió para la India. Ricardo continuó diseñando motores para pequeños equipos de iluminación eléctrica, producidos por dos empresas hasta 1914.

## Motores de tanque

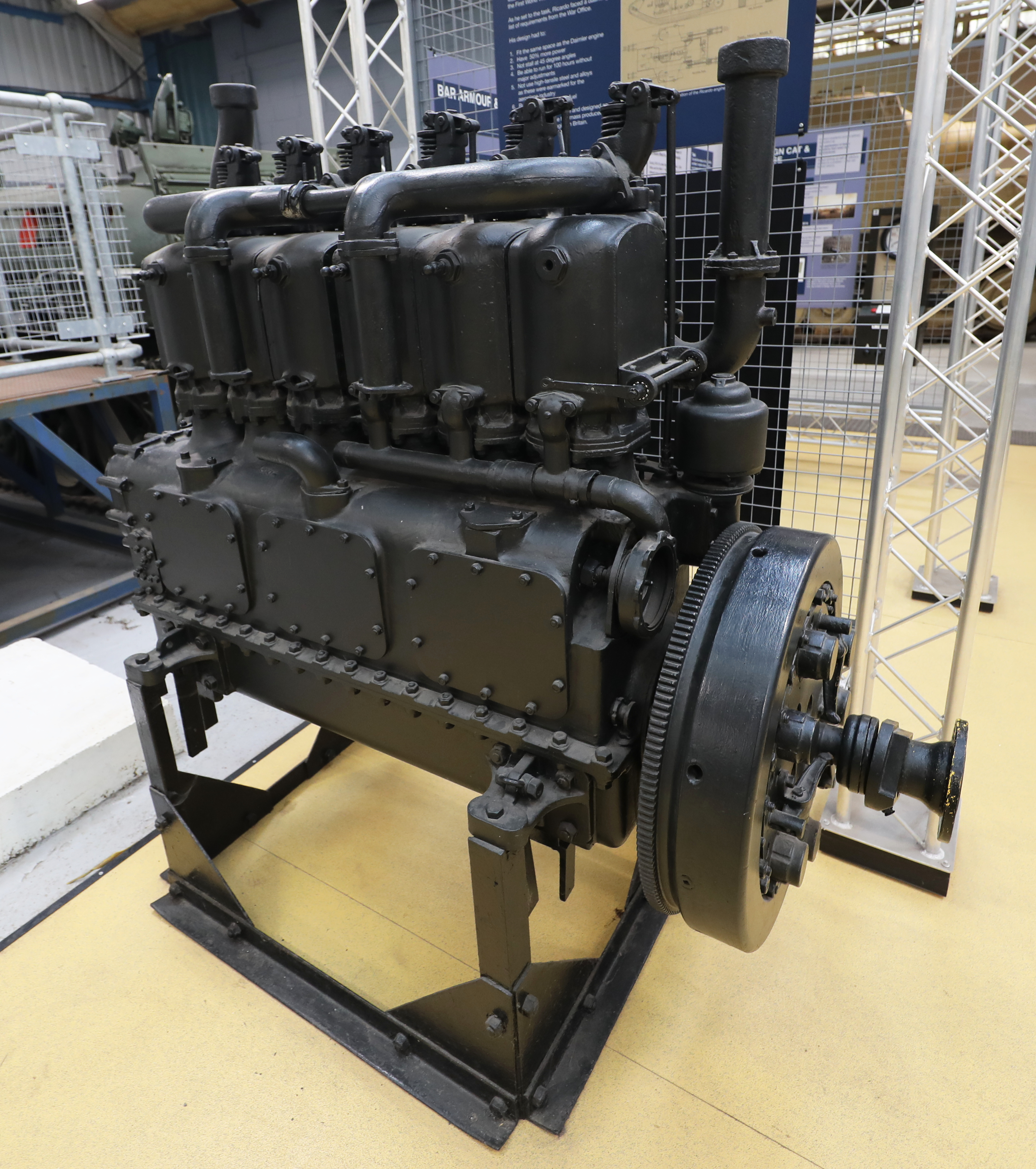
Fotografía de un motor de tanque Engine Patents Ltd. de Harry Ricardo.

En 1915, Ricardo creó una nueva compañía, "Engine Patents Ltd.", que desarrolló el motor que finalmente se usaría en el primer diseño exitoso de carro de combate, el Mark V británico. El motor Daimler utilizado en el Mark I generaba grandes cantidades de humo, que delataba fácilmente su posición. Se le pidió a Ricardo que examinara el problema de reducir los gases de escape con humo y decidió que se necesitaba un nuevo motor. Las compañías existentes podían emprender la construcción de dicho motor, pero no su diseño, por lo que Ricardo lo diseñó él mismo. Además de reducir las emisiones de humo, el nuevo motor era mucho más potente que los existentes. Este motor de seis cilindros rendía 150 caballos (111,9 kW), en comparación con los 105 caballos (78,3 kW) anteriores, y las modificaciones posteriores permitieron disponer de  225 caballos (167,8 kW) y 260 caballos (193,9 kW). En abril de 1917, se producían cien motores por semana. Un total de más de 8000 de sus motores de tanque fueron puestos en servicio, lo que lo convierte en el primer motor diseñado en Gran Bretaña que se produjo en grandes cantidades. El tanque Mark IX, así como la versión británica del Mark VIII, también utilizaron un motor Ricardo. Además de estar instalados en tanques, varios cientos de motores de 150 caballos (111,9 kW) se utilizaron en Francia para proporcionar energía y luz a talleres, hospitales, campamentos, etc.

## Motores de aviación
En 1917, su antiguo mentor, Bertram Hopkinson, que por entonces era Director Técnico en el Ministerio del Aire, le invitó a incorporarse a las nuevas instalaciones de investigación de motores en el Departamento de Aeronáutica Militar (posteriormente, RAE). En 1918, Hopkinson murió mientras volaba en un Bristol Fighter, y Ricardo se hizo cargo de su cargo. A partir de ese momento, el departamento produjo una serie de motores experimentales e informes de investigación, liderando constantemente la industria de motores británica y mundial.
Uno de sus primeros grandes proyectos de investigación fue sobre los problemas de la combustión irregular. Para estudiar el problema, construyó un motor de prueba de relación de compresión variable único. Esto condujo al desarrollo de un sistema de número de octano para combustibles y una inversión considerable en aditivos para mejorar el octanaje y los sistemas de refinado. La drástica reducción del consumo de combustible como resultado de los carburantes de mayor octanaje, fue directamente responsable de permitir que pudiera realizarse el vuelo transatlántico de Alcock y Brown en su bombardero Vickers Vimy, adaptado con sus modificaciones.

## Avances en el diseño del motor

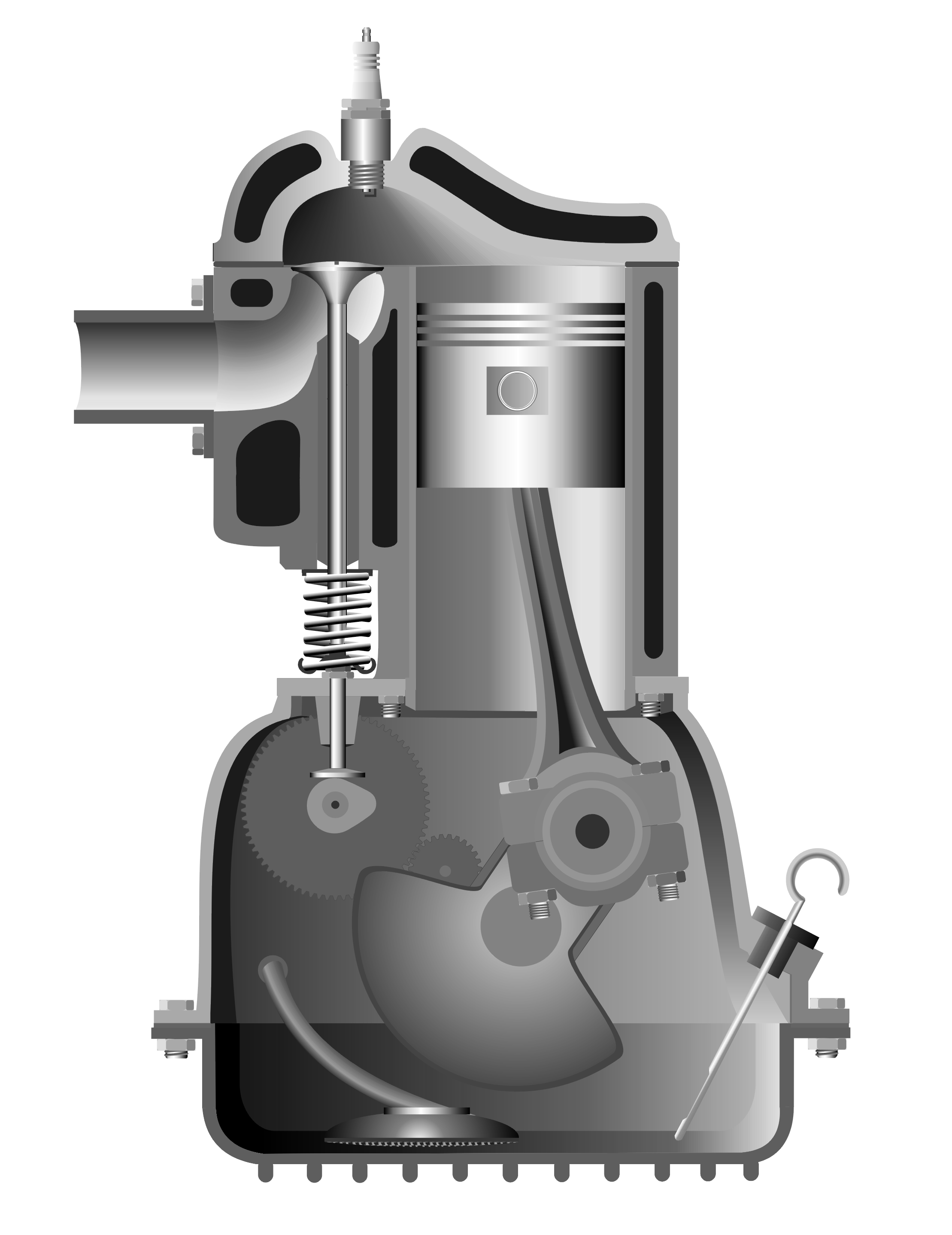
Motor de válvula lateral con la "cabeza de turbulencia" diseñada por Ricardo

En 1919, Ricardo estaba estudiando los fenómenos que afectan a la combustión dentro del motor de gasolina y del motor diésel. Se dio cuenta de que la turbulencia dentro de cámara de combustión aumentaba la velocidad de la llama, y que podía lograr esto rediseñamdo la culata del motor. También se dio cuenta de que hacer la cámara lo más compacta posible reduciría la distancia que la llama tenía que recorrer y que reduciría la probabilidad de detonación. Más tarde desarrolló la cámara de inducción por remolino, que fue un intento de lograr un movimiento ordenado del aire en un motor diésel, iniciándose el remolino con colectores inclinados y acentuando el fenómeno al forzar el aire a entrar en un pequeño volumen cilíndrico. Finalmente desarrolló la cámara de turbulencia de compresión para motores diésel. Este diseño incorporó un remolino intenso con una tasa razonable de aumento de presión y un buen consumo de combustible.
El diseño de la cámara de turbulencia de compresión se denominó "Comet" (patentado en 1931) y posteriormente se otorgó una licencia a un gran número de empresas para su uso en camiones, autobuses, tractores y grúas, así como en automóviles privados y taxis. Se usó una cámara de combustión Comet en los primeros autobuses diésel de la Associated Equipment Company (AEC) operados en 1931 por la "London General Omnibus Co". Un desarrollo posterior del mismo diseño se incorpororó en el Citroën Rosalie de 1934, el primer automóvil diésel de gran producción del mundo. Esto significó que Gran Bretaña lideró el campo de los motores diésel de alta velocidad para el transporte por carretera en aquella época. Esta ventaja se perdió como consecuencia del fuerte impuesto sobre el combustible diésel introducido en 1938.
Ricardo diseñó el motor TT Vauxhall en 1921, que fue descrito por Cecil Clutton en Motor Sport como una proeza (tour de force). En el RAC TT de 1922, O. Payne llegó tercero con un Vauxhall motor Ricardo, siendo el ganador Jean Chassagne en un Sunbeam Grand Prix. El motor fue desarrollado más tarde por Raymond Mays y Amherst Villiers, que le añadieron sobrealimentación. Quince años después, seguía siendo un motor ganador.
En 1922 y 1923, Ricardo publicó una obra en dos volúmenes "El motor de combustión interna".
En 1927 formó la empresa Ricardo Consulting Engineers (posteriormente conocida como Ricardo plc) en Shoreham-by-Sea, que se ha convertido en una de las firmas de consultoría automotriz más importantes del mundo, que cotiza en la Bolsa de Londres.
Aunque Ricardo no inventó la válvula de camisa, en 1927 produjo un trabajo de investigación seminal que describía sus ventajas, y sugirió que los motores con válvula de asiento no podrían rendir potencias mucho más allá de 1500 hp (1100 kW). Una serie de motores de aviación con válvulas de camisa se desarrollaron después de este documento, en particular por Napier, Bristol y Rolls-Royce. Bristol produjo los motores Perseus, Hercules, Taurus y el Centaurus, Napier produjo el Napier Sabre, y Rolls-Royce produjo el Eagle y el Crecy, todos usando válvulas de camisa.
En 1929 Ricardo fue elegido Miembro de la Royal Society.

## La Segunda Guerra Mundial
El trabajo de Ricardo en la válvula de camisa afectó el desarrollo de los motores de aviones británicos en los años treinta y durante la guerra. Incluso mejoró el famoso motor Rolls-Royce Merlin en el Mosquito, dotándolo de un sistema de enriquecimiento de oxígeno para mejorar su rendimiento.
La obra de Ricardo ejerció influencia en todo el mundo. Si bien su trabajo garantizó a Inglaterra un suministro de combustibles de potencia cada vez mayor durante la década de 1930, también ayudó a Alemania a desarrollar combustible de aviación sintético de alto octanaje, por ejemplo para el Focke-Wulf Fw 190 que causó grandes pérdidas entre los Supermarine Spitfire de la RAF en 1942. Del mismo modo, la investigación de Ricardo sobre las cualidades de inhibición de la detonación de la inyección de agua fue explotada por los ingenieros alemanes (del MW-50) para proporcionar a sus motores aeronáuticos una potencia de emergencia especialmente eficiente.
Durante 1941–1945 fue miembro del comité asesor de ingeniería del Gabinete de Guerra.
También contribuyó al diseño de las cámaras de combustión y del sistema de control de combustible del motor a reacción de Sir Frank Whittle.

## Período de posguerra
En 1944 fue elegido presidente de la Institución de Ingenieros Mecánicos. En 1945, se mudó con su esposa de Shoreham-by-Sea a Graffham, también en Sussex Occidental. En 1948 fue nombrado caballero, en reconocimiento por su trabajo en el campo de la ingeniería de la combustión interna.
En 1964 se retiró del trabajo activo en Ricardo Consulting Engineers, pero se mantuvo en contacto con varios ingenieros dentro de la empresa.
En 1974, a la edad de 89 años, Ricardo sufrió una lesión pélvica en una caída. Murió seis semanas después, el 18 de mayo.

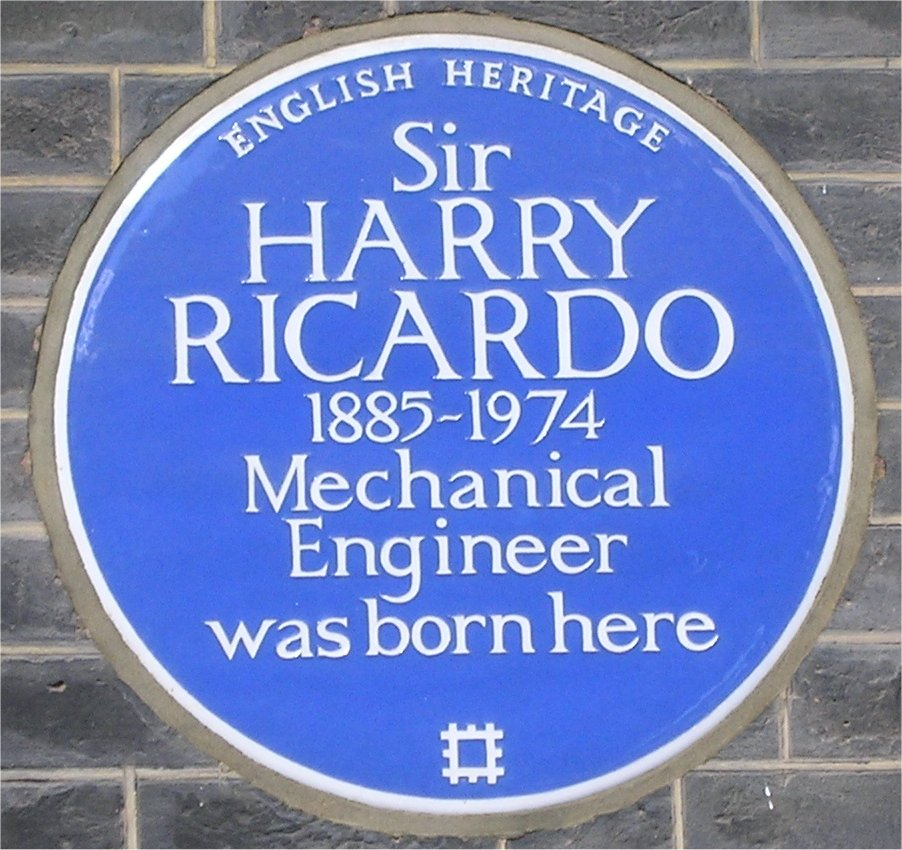
Placa azul, en el 13 de la Plaza Bedford, Londres

## Reconocimientos
- El 16 de junio de 2005 se colocó una placa azul en el exterior de la casa donde nació en la Plaza Bedford de Londres.
- El 1 de julio de 2010, la Institución de Ingenieros Mecánicos otorgó un Premio al Patrimonio de la Ingeniería a Sir Harry Ricardo, en reconocimiento a su vida y trabajo como uno de los ingenieros más destacados del siglo XX. El primer motor de combustión interna que Harry Ricardo diseñó y construyó como un alumno en la actualidad muestra esta placa de "Engineering Heritage" en el área de exhibición de la compañía Ricardo Plc.[18]

## Ricardo Ingenieros Consultores (Ricardo plc)
Durante la década de 1960 se inició una segunda revisión del desarrollo del sistema "Comet", aprovechando que la compañía ya contaba con un equipo de prueba considerablemente más potente. El diseño más refinado resultante se usó de inmediato en muchas aplicaciones diversas, incluidos automóviles, taxis, autobuses, camiones, motores industriales, equipos de movimiento de tierras, grúas y motores marinos, antes de ser finalmente superado por sistemas de inyección directa más eficientes que ahora se utilizan en la mayoría de motores diésel.
En 1978, el Departamento de Energía de los Estados Unidos contrató a Ricardo Consulting para investigar el motor Stirling como motor de automóvil. Una serie de motores, finalmente cuarenta y cinco en total, fueron construidos para probar este sistema y mostraron emisiones muy bajas, pero la eficiencia se vio comprometida por la necesidad de operar en condiciones transitorias: el diseño operaba mejor a velocidad constante, haciéndolo menos factible como motor de automóvil.
En 1986, el Voyager fue el primer avión en volar alrededor del mundo sin parar y sin repostar. Ricardo Consulting rediseñó el Teledyne Continental Motors, Inc., que de otro modo sería "estándar", para incorporar un sistema de combustión y refrigeración por agua altamente eficientes, lo que reduce drásticamente la resistencia y mejora la economía de combustible.
Ricardo trabajó en motores de encendido por chispa en su carrera, incluido el trabajo pionero en motores de inyección directa de gasolina para motores de avión en la década de 1930, pero su trabajo más conocido fue en el desarrollo de motores diésel de alta velocidad, en particular para automóviles. Fue el responsable del diseño de la cámara de combustión para los primeros motores diésel de automóviles producidos en cantidad para el Citroën Rosalie a mediados de los años treinta. Más tarde, se implementaron varias versiones de la precámara de combustión "Comet" de Ricardo en casi todos los motores diésel de automóviles durante seis décadas, hasta mediados de la década de 1990, y sigue siendo uno de sus logros personales más conocidos en ingeniería de automóviles.
Hoy en día varios motores de carga estratificada están en uso en el mercado del automóvil. La carga estratificada es una tecnología que ha alcanzado la mayoría de edad relativamente recientemente, como resultado de los avances en la fabricación y la electrónica, pero fue una característica del primer motor que Harry Ricardo construyó, cuando aún era adolescente, en los primeros años del siglo XX.

## Publicaciones
- Ricardo, Harry R. Sir (1922). The Internal Combustion Engine. Vol I: Slow-Speed Engines (1st edición). London: Blackie.
- — (1923). The Internal Combustion Engine. Vol 2: High-Speed Engines (1st edición). London: Blackie.
- — (1931). The High-Speed Internal Combustion Engine (2nd edición). Glasgow: Blackie.  revisado
- —; revised by Glyde, H.S. (1941). The High-Speed Internal Combustion Engine (3rd edición). Glasgow: Blackie.
- — (1953). The High-Speed Internal Combustion Engine (4th edición). Glasgow: Blackie. «...an entirely fresh start.»
- — (1968). Memories and machines: the pattern of my life. London: Constable., 264 Páginas